# 오이진의 방랑
오이진의 방랑(The wanderings of Oisin, 1898년)은 대화형식인 장편 소설시이다. 윌리엄 버틀러 예이츠의 출세작. 제1시집 <어신의 방랑과 기타의 시>로 권두(卷頭)를 장식하였다. 아일랜드 전설의 영웅 어신은 불로불사(不老不死)의 섬들을, 사랑의 신 엔가스의 딸 니카브를 따라 방랑하게 되지만 여행을 마치고 고국의 땅을 밟는 순간 눈먼 노인으로 변한 이 작품에는 작자의 이교적(異敎的)인 면이 상징주의 수법으로 묘사되고 있다.